# Geógrafos greco-romanos

Reconstrucción del mapa de Hecateo

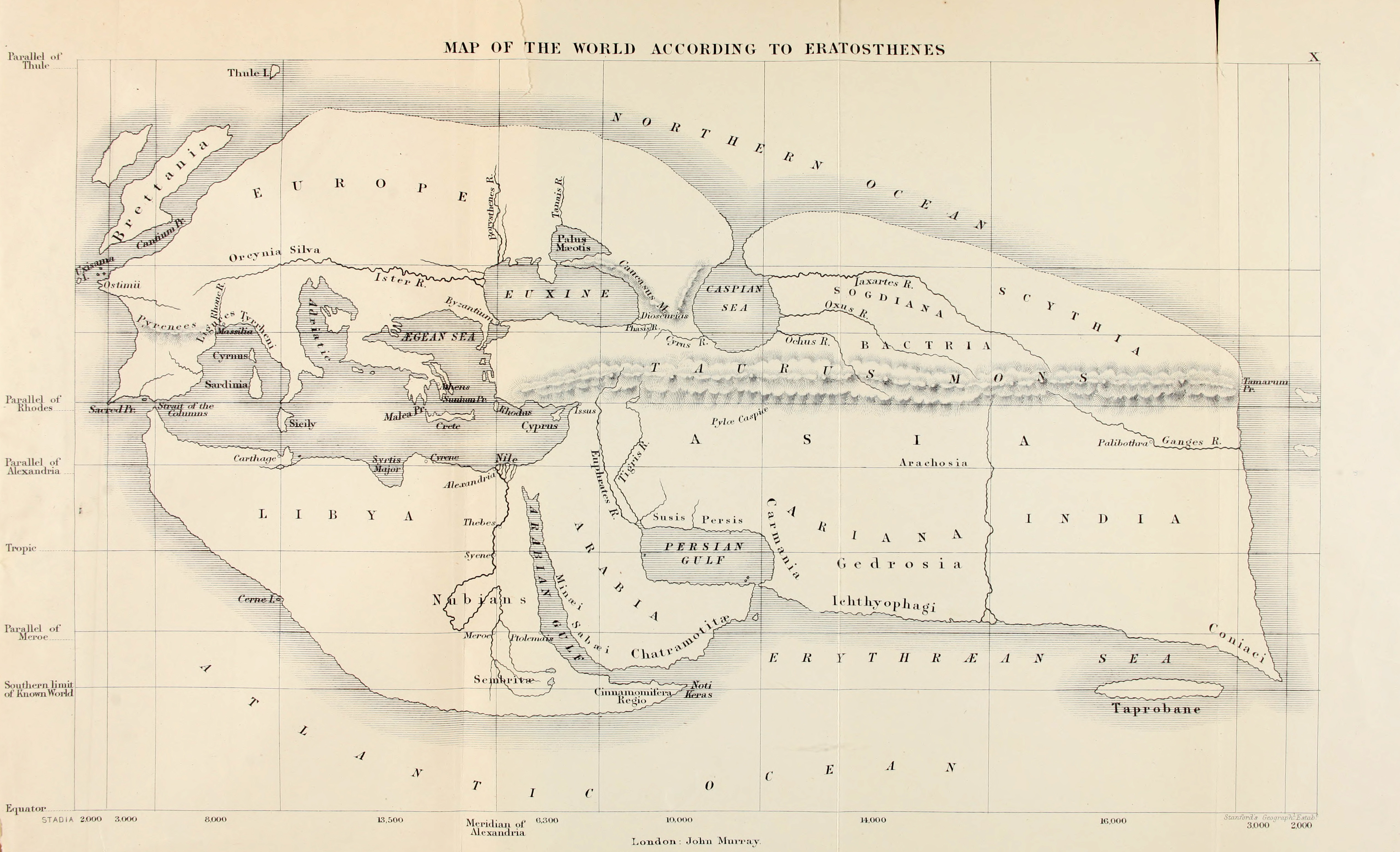
Reconstrucción del s. XIX del mapa de Eratóstenes

Reposición del mapa de Pomponio Mela

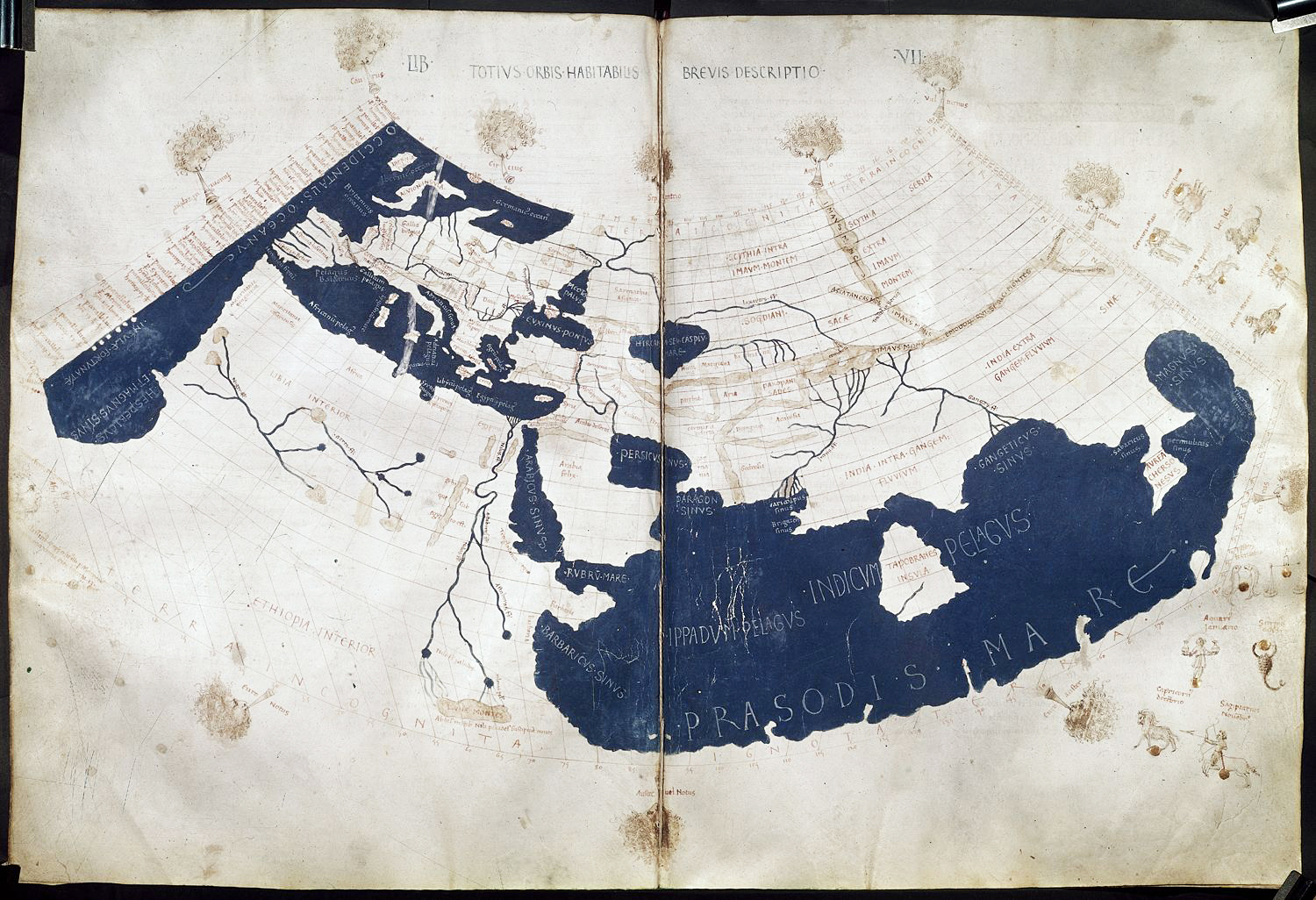
Reconstrucción del mapa de Ptolomeo del siglo XV

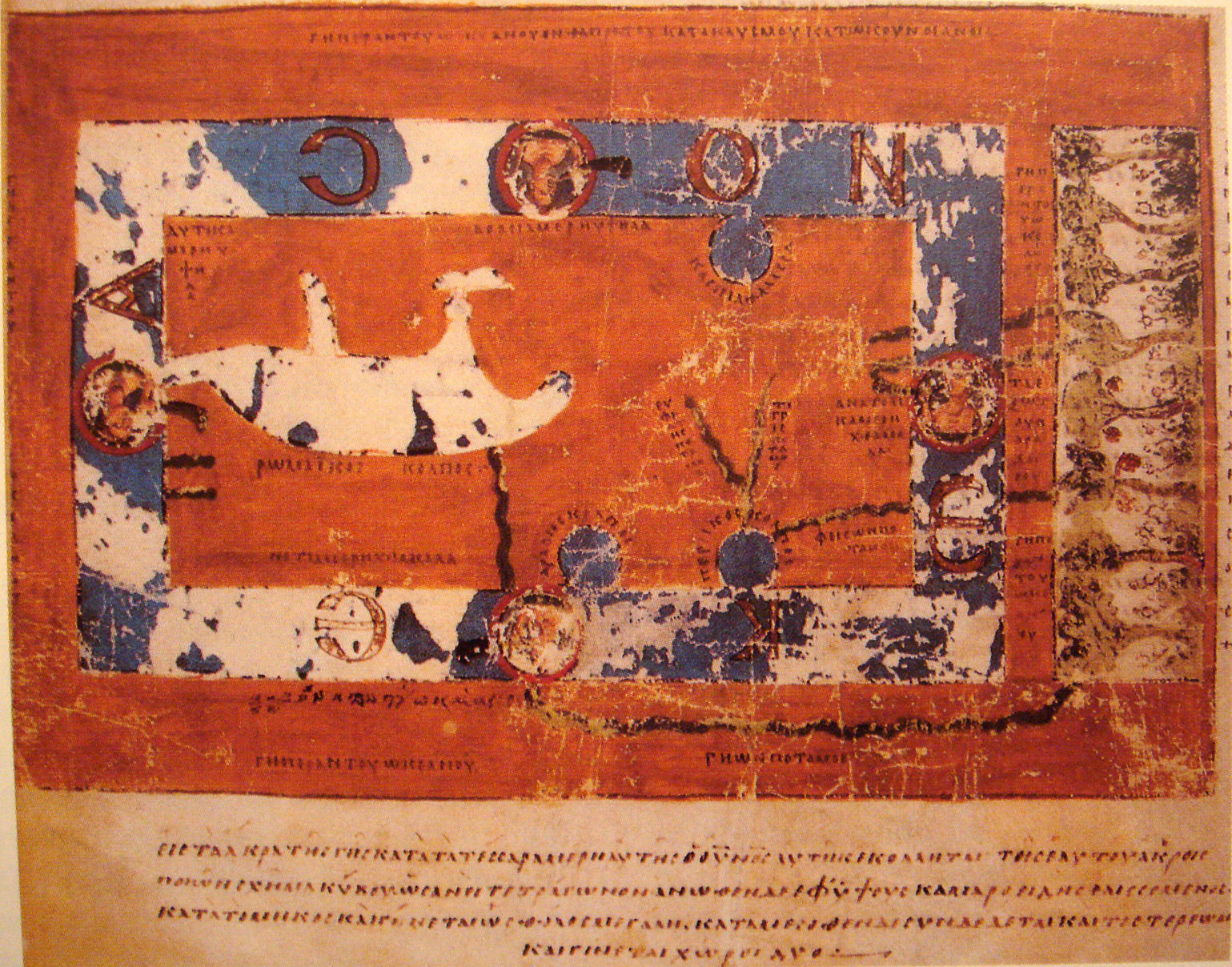
Mapa del mundo de Cosmas Indicopleustes

## Grecia clásica prehelenística
- Homero
- Anaximandro de Mileto
- Hecataeo
- Periplo massaliota (?)
- Escílax de Carianda (siglo VI a. C.)
- Heródoto

## Periodo helenístico
- Piteas (muerte hacia 310 a. C.)
- Periplo de Pseudo-Scylax (siglo IV o III a. C.)
- Megástenes (muerte hacia 290 a. C.)
- Autólico de Pitana (muerte hacia 290 a. C.)
- Diafragma de Dicearco de Mesina (muerte hacia 285 a. C.)
- Deimakos (siglo III a. C.)
- Timóstenes (fl. años 270 a. C.)
- Eratóstenes (c. 276-194 a. C.)
- Scymnus (floruit años 180 a. C.)
- Hiparco de Nicea (c. 190-120 a. C.)
- Agatàrquides (siglo II a. C.)
- Posidonio (c. 135-51 a. C.)
- Pseudo-Scymnus (c. 90 a. C.)
- Diodoro de Sicilia (c. 90-30 a. C.)
- Cornelio Alexandre Polihistor (siglo I a. C.)

## Periodo del Imperio romano
- Periplo por el mar de Eritrea
- Estrabón (64 a. C.-24 d. C.)
- Pomponio Mela (fl. años 40 d. C.)
- Isidoro de Charax (siglo I d. C.)
- Muciano (siglo I d. C.)
- Plinio el Viejo (23-79 d. C.), Naturalis Historia
- Marino de Tiro (c. 70-130)[1]
- Claudio Ptolomeo (90-168), Geographia
- Pausanias (siglo II)
- Agatòdemon de Alejandría (siglo II)
- Dionisio de Bizancio (siglo II)
- Agatèmeros (siglo III)
- Tabula Peutingeriana (siglo IV)
- Alypius de Antioquia (siglo IV)
- Marciano de Heraclea (siglo IV)
- Expositio totius mundi et gentium (350-362 d. C.)
- Julius Honorius (muy inseguro: siglo IV, V o VI)

## Periodo del Imperio bizantino
- Hierocles (autor de Synecdemus) (siglo VI)
- Cosmas Indicopleustes (siglo VI)
- Esteban Bizantino (siglo VI)